# Zelfcensuur
Bij zelfcensuur leggen media of individuen of groepen zichzelf beperkingen op, bijvoorbeeld om de gevoelens van hun toehoorders te ontzien, moeilijkheden met de overheid te voorkomen of om de illusie van unanimiteit in een groep in stand houden.
Enkele praktijkvoorbeelden van zelfcensuur:
- Persdiensten die van het ontvangen filmmateriaal uit oorlogsgebieden niet de gruwelijkste beelden gebruiken in hun televisie-uitzendingen.
- Een geluidssignaal in een radio- of televisie-uitzending wanneer een onvertogen woord valt (in de jaren 90 in Nederland afgeschaft).
- Soms kiezen minderheden ervoor aan zelfcensuur te doen om beter binnen respectabiliteitspolitiek te passen.
- Online-platforms die zichzelf modereren of filteren, bijvoorbeeld een internet-zoekrobot die bepaalde pagina's niet doorgeeft: zo censureren google.fr en google.de de website van Stormfront; google.nl en google.be doen dat niet.
- Media die informatieverstrekking beperken, over bijvoorbeeld het Nederlandse Koninklijk Huis. Dit is bijvoorbeeld gebeurd bij de Greet Hofmans-affaire.
- Politieke partijen of groepen waarbij de leden geen afwijkende meningen meer hebben waardoor de partij/groep niet naar bruikbare alternatieven zoekt, geen externe deskundigheid raadpleegt en selectief is met het vergaren van informatie.
- Filmregisseur Stanley Kubrick haalde begin jaren 70 zijn eigen film A Clockwork Orange uit roulatie in Groot-Brittannië na klachten over mensen die het geweld in de film imiteerden. Hij was zo bang dat hem hetzelfde zou overkomen dat hij de film tot aan zijn dood uitzendverbod gaf.
- De Amerikaanse schrijver Stephen King liet zijn eigen boek Razernij uit de handel halen, omdat hij bang was dat het een slechte invloed op reeds labiele personen zou hebben.[1] Het boek beschrijft een gijzeling op een highschool vanuit het oogpunt van de gijzelnemer, die een leraar zwaar mishandelt, twee andere leraren doodschiet, en zijn klas ertoe aanzet een leerling zodanig te mishandelen dat hij katatonisch wordt.